# NGC 901
NGC 901 是白羊座的一個椭圆星系。据估计，它距银河系4.41亿光年，直径约为50,000光年。NGC 901于1864年9月5日由阿爾貝特·馬特所发现。NGC 900、NGC 903、NGC 904和NGC 915與NGC 901同處於天球的同一区域。